# Provincia di Figuig
La provincia di Figuig è una delle province del Marocco, parte della Regione Orientale.

## Geografia antropica

### Suddivisioni amministrative
La provincia di Figuig conta 2 municipalità e 10 comuni:

#### Municipalità
- Bouarfa
- Figuig

#### Comuni
- Abbou Lakhal
- Ain Chouater
- Bni Guil
- Bni Tadjite
- Bouanane
- Bouchaouene
- Boumerieme
- Maatarka
- Talsint
- Tendrara